# القوات البرية الإثيوبية
القوات البريَّة الإثيوبَيّة أو الجيش الإثيوبي (بالأمهرية: የኢትዮጵያ ሰራዊት)‏، هو فرع الخدمة البرية لقوة الدفاع الوطني الإثيوبية. وهو الفرع الأكبر بين فرعي الجيش النظاميين. تشارك القوة في الحرب البرية والعمليات المشتركة، بما في ذلك العمليات المدرعة والميكانيكية بالإضافة إلى عمليات الهجوم الجوي.

## التاريخ

### تنظيم المعركة: 1990 - 1991
في عام 1990، أدرج جيبرو تاريكي الجيش الإثيوبي على أنه يتألف من أربعة جيوش ثورية منظمة كقوات مهام، وإحدى عشر فيلقًا، وأربعة وعشرين فرقة مشاة، وأربع فرق جبلية، معززة بخمس فرق ميكانيكية، وفرقتين محمولتين جوًا، وخمسة وتسعين لواء، بما في ذلك أربعة ألوية ميكانيكية، وثلاثة ألوية مدفعية، وأربعة ألوية دبابات، واثني عشر لواء كوماندوز خاص ولواء كوماندوز بارا - بما في ذلك سبارتاكياد، التي أصبحت جاهزة للعمل في عام 1987 تحت إعداد وتوجيه من الكوريين الشماليين - وسبع كتائب صواريخ بي إم، وعشرة ألوية من القوات شبه العسكرية.
قُدِّر عدد القوات المسلحة بنحو 230 ألف فرد في أوائل عام 1991. كما نمت ميليشيا منجستو الشعبية إلى حوالي 200 ألف عضو. وتضمنت القوات الميكانيكية للجيش 1200 دبابة من طراز T-54/55 و100 دبابة من طراز T-62 و1100 ناقلة جنود مدرعة، لكن قُدِّرت الجاهزية بنحو 30 بالمائة فقط، بسبب سحب الدعم المالي، ونقص الخبرة في الصيانة وقطع الغيار من الاتحاد السوفييتي وكوبا ودول أخرى.
تتألف قيادات الجيش من:

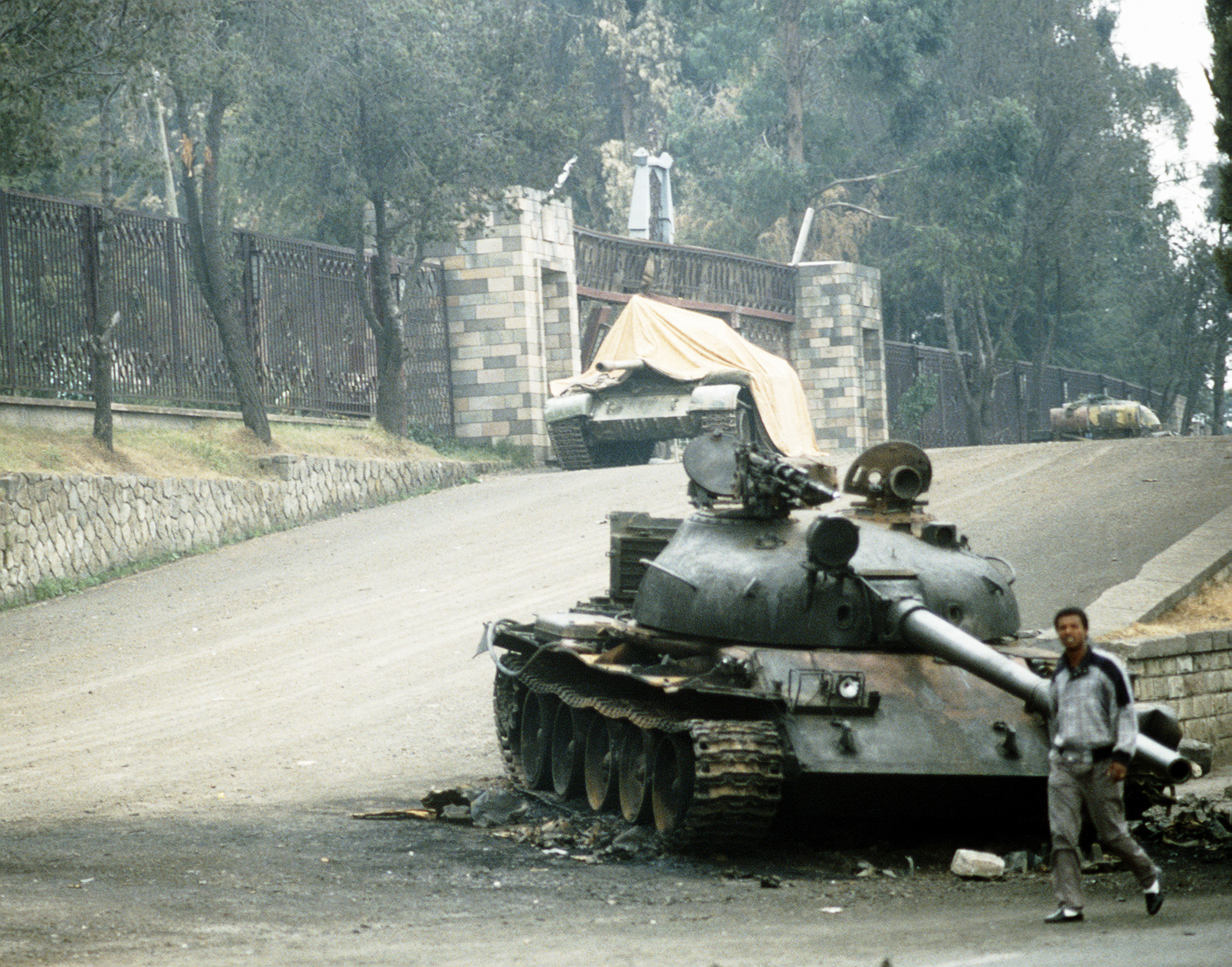
الدبابات الإثيوبية T-62 في نهاية الحرب الأهلية الإثيوبية.

- الجيش الثوري الأول (مقره في هرر، 1988: الفيلق 601 والفيلق 602[3])
- الجيش الثوري الثاني (مقره أسمرة، 1988: الفيلق 606-610)
- الجيش الثوري الثالث (مقره في كومبولشا، 1988: الفيلق 603، الفيلق 604، الفيلق 605)
- الجيش الثوري الرابع (مقره نيكيمتي، 1988: الفيلق 611، الفيلق 612، الفيلق 614)
- الجيش الثوري الخامس (مقره في جوندر)[3]

وقد تم تخصيص القوات العملياتية للجيش لهذه الجيوش، والتي تتألف من:
- 31 فرقة مشاة.[2] كانت فرقتا المشاة 30 و31 هما آخر فرقتين تم تشكيلهما، حوالي نوفمبر-ديسمبر 1989.[4] كانت هناك أيضًا الفرقة 102 المحمولة جواً وفرقة الكوماندوز 103، والتي بدأت التدريب في يناير 1987.[5]
- 32 كتيبة دبابات
- 40 كتيبة مدفعية
- 12 كتيبة دفاع جوي
- 8 ألوية كوماندوز

### القرن الحادي والعشرين
قدر المعهد الدولي للدراسات الاستراتيجية في تقرير التوازن العسكري لعام 2009 أن الجيش يتألف من 4 قيادات عسكرية إقليمية؛ (الشمالية (مقر قيادة ميكيلي.)، والغربية، والوسطى، والشرقية) تعمل كل منها كمقر قيادة للفيلق، كما توجد قيادة دعم واحتياطي استراتيجي من أربع فرق وستة ألوية متخصصة متمركزة في أديس أبابا.
يتألف كل من الفيلق الأربعة من مقر رئيسي، وفرقة ميكانيكية واحدة تقريبًا، وما بين 4 إلى 6 فرق مشاة.
في عام 2014، أدرجت مصادر معارضة القادة الإقليميين على النحو التالي:
- القيادة المركزية، اللواء يوهانس فولديجورجيس
- القيادة الشمالية، اللواء جيبرات أيلي
- القيادة الغربية، اللواء بيرهانو جولا
- القيادة الشرقية، اللواء أبرهة ولد مريم[8]

تمتلك قوات الدفاع الوطنية الإثيوبية الحديثة مجموعة واسعة من المعدات. ويرجع العديد من أنظمة الأسلحة الرئيسية إلى الحقبة الشيوعية وهي من تصميم الاتحاد السوفييتي والكتلة الشرقية. كانت الولايات المتحدة المورد الرئيسي للأسلحة لإثيوبيا منذ نهاية الحرب العالمية الثانية حتى عام 1977، عندما بدأت إثيوبيا في تلقي شحنات ضخمة من الأسلحة من الاتحاد السوفييتي.  تسببت هذه الشحنات، بما في ذلك زوارق الدورية المدرعة وطائرات النقل والمقاتلات النفاثة والمروحيات والدبابات والشاحنات والصواريخ والمدفعية والأسلحة الصغيرة في تراكم ديون إثيوبيا غير المسددة للاتحاد السوفييتي السابق والتي تقدر بأكثر من 3.5 مليار دولار.
وقامت إثيوبيا بشراء كميات كبيرة من الأسلحة من روسيا في أواخر عام 1999 وأوائل عام 2000 قبل أن يدخل حظر الأسلحة الذي فرضته الأمم المتحدة في مايو 2000 حيز التنفيذ. ومن المرجح أن الكثير من تلك المعدات قد لحقت بها أضرار أثناء الحرب مع إريتريا. وبالتالي فإن الأرقام الخام وحدها قد تبالغ في تقدير قدرة قوات الدفاع الوطنية الإثيوبية.